# Calocomus desmarestii
Calocomus desmarestii är en skalbaggsart som först beskrevs av Guérin-Méneville 1831.  Calocomus desmarestii ingår i släktet Calocomus och familjen långhorningar.
Artens utbredningsområde är Paraguay. Inga underarter finns listade.